# Петров Микола Борисович
Мико́ла Бори́сович Петро́в (25 грудня 1952, село Сирватинці, нині Городоцького району Хмельницької області — 2 жовтня 2008, Кам'янець-Подільський) — український історик, археолог, краєзнавець, дослідник історії Кам'янця-Подільського, кандидат історичних наук, професор. Відмінник освіти України (1998).

## Біографія
1977 року закінчив історичний факультет Кам'янець-Подільського педагогічного інституту (нині Кам'янець-Подільський національний університет імені Івана Огієнка). Працював у цьому навчальному закладі. Від листопада 1990 року до листопада 2004 року був завідувачем кафедри історії України.
1987 року в Інституті археології АН УРСР захистив кандидатську дисертацію на тему «Історична топографія Кам'янця-Подільського 12—17 століть».

## Праці
Співавтор (з Іоном Винокуром) давньоруської гіпотези про заснування Кам'янця-Подільського.
Автор монографій:
- «Історична топографія Кам'янця-Подільського кінця 17—18 століть (Історіографія. Джерела)» (Кам'янець-Подільський, 2004).
- «Місто Кам'янець-Подільський в 30-х роках XV—XVIII століть: проблеми соціально-економічного, демографічного, етнічного та історико-топографічного розвитку. Міське і замкове управління» (Кам'янець-Подільський, 2012).